# Кумо-Маницький канал
Кумо-Маницький канал (рос. Кумо-Манычский канал) — іригаційний канал у Ставропольському краї Росії, будівництво якого було завершено в 1965 році Канал прокладено по Кумо-Маницькоій западині, поєднуючи річку Кума сточища Каспійського моря з річкою Східний Манич, яка також тече в напрямку Каспію, але губиться у пісках, не досягаючи моря.

## Опис
Кумо-Маницький канал починається біля сіл Лівокумське та Новокумське на річці Кума між містами Будьонновськ і Нефтекумськ у невеликому водоймищі з координатами 44°48′10″ пн. ш. 44°39′40″ сх. д. / 44.80278° пн. ш. 44.66111° сх. д., в яке впадає Терсько-Кумський канал, що був побудований в 1958 році для постачання системи водою річки Терек. Звідси Кумо-Маницький канал прямує у північно-східному напрямку, а потім у північно-західному, впадаючи у Чограйське водосховище поблизу греблі гідровузла на річці Східний Манич . Канал використовується в основному з метою іригації і водопостачання. Координати кінцевої точки каналу у Чограйському водосховищі — 45°27′50″ пн. ш. 44°37′33″ сх. д. / 45.46389° пн. ш. 44.62583° сх. д..